# エルネスト・ラクラウ
エルネスト・ラクラウ（Ernesto Laclau, 1935年10月6日 - 2014年4月13日）は、アルゼンチン出身の政治理論家。しばしばポスト＝マルクス主義者と記述される。イギリス・エセックス大学政治哲学教授。長年にわたって同大学のイデオロギーおよび言説分析博士号プログラムのディレクターを務めた。北アメリカ、南アメリカ、西ヨーロッパ、オーストラリア、南アフリカなどの多くの大学で講義している。
ブエノスアイレス大学卒業後、アルゼンチン社会党および左翼国民社会党(PSIN)で政治活動を行う。1969年にイギリスに亡命。オックスフォード大学で学び、エセックス大学で博士号取得。
従来のマルクス主義理論を批判的に継承し、アントニオ・グラムシのヘゲモニー論や言説分析などに依拠した政治理論を提唱。
マルクス主義の復権・左派の復活こそが政治的闘争の鍵になると考えており、論壇において活発に活動している。

## 著書

### 単著
- Politics and Ideology in Marxist Theory: Capitalism, Fascism, Populism, (Verso, 1977).

横越英一監訳『資本主義・ファシズム・ポピュリズム――マルクス主義理論における政治とイデオロギー』（柘植書房, 1985年）
- New Reflections on the Revolution of Our Time, (Verso, 1990).

『現代革命の新たな考察』、山本圭訳、法政大学出版局、2014年
- Emancipation(s), (Verso, 1996).
- On Populist Reason, (Verso, 2005).

『ポピュリズムの理性』、澤里岳史・河村一郎訳 、明石書店、2018年

### 共著
- Hegemony & Socialist Strategy: Towards a Radical Democratic Politics, with Chantal Mouffe, (Verso, 1985).

エルネスト・ラクラウ、シャンタル・ムフ/山崎カヲル、石澤武訳『ポスト・マルクス主義と政治――根源的民主主義のために』（大村書店, 1992年）
『民主主義の革命――ヘゲモニーとポスト・マルクス主義』、西永亮・千葉眞訳、筑摩書房（ちくま学芸文庫）、2012年
- Contingency, Hegemony, Universality: Contemporary Dialogues on the Left, with Judith Butler and Slavoj Zizek, (Verso, 2000).

エルネスト・ラクラウ、ジュディス・バトラー、スラヴォイ・ジジェク/竹村和子、村山敏勝訳『偶発性・ヘゲモニー・普遍性――新しい対抗政治への対話』（青土社, 2002年）

### 編著
- The Making of Political Identities, (Verso, 1994).